# 丹尼·威爾利特
丹尼·威爾利特（Daniel John Willett，1987年10月3日—）是英國的一位職業高爾夫球運動員。他現在參加高爾夫歐巡賽的賽事。2007年，他贏得了英國業餘錦標賽的冠軍。2008年5月，他轉為職業高爾夫球運動員。2012年，他贏得了BMW公開賽的冠軍，這是他贏得的首個歐巡賽賽事冠軍。2016年，他贏得美國名人賽冠軍。這是1999年以來再次有歐洲選手獲得美國名人賽冠軍。

## 外部連結
- 官方网站
- 丹尼·威爾利特在歐洲巡迴賽官方網站
- 丹尼·威爾利特在男子高爾夫世界排名的官方網站
- Danny Willett's Junior Championship at Bondhay Golf Club